# Helmut Knobloch
Helmut Knobloch (* 12. September 1922; † 23. März 1996) war ein deutscher Fußballspieler.

## Werdegang
Helmut Knobloch begann seine Karriere beim FC Mittweida in Sachsen und spielte als Außenläufer, Halbstürmer oder Außenstürmer. Nach dem Ende des Zweiten Weltkrieges wechselte Knobloch zu Holstein Kiel und spielte mit den „Störchen“ ab 1947 in der seinerzeit erstklassigen Oberliga Nord. Von November 1948 bis Sommer 1949 spielte Knobloch für Eintracht Osnabrück, bevor er nach Kiel zurückkehrte. 1952 ging es für Knobloch erneut zu Eintracht Osnabrück, bevor er sich ein Jahr später dem Lokalrivalen VfL Osnabrück anschloss. 1955 ging Knobloch dann zu TuRa Grönenberg Melle, mit denen er ein Jahr später in die zweitklassige Amateuroberliga Niedersachsen aufstieg. Es folgte der direkte Wiederabstieg, bevor er ab 1959 seine Karriere bei Eintracht Osnabrück ausklingen ließ. Helmut Knobloch absolvierte insgesamt 181 Oberligaspiele, in denen er 33 Tore erzielte.  